# Distretto di Denguélé
Il distretto di Denguélé è uno dei quattordici distretti della Costa d'Avorio. Ha per capoluogo la città di Odienné ed è suddiviso nelle due regioni di Folon e Kabadougou.
La popolazione censita nel 2014 era pari a 289.779 abitanti.